# Brendan Murray
Brendan Hugh Francis Murray (Galway, 16 novembre 1996) è un cantante irlandese. Dopo aver fatto carriera come membro della boyband HomeTown, con la quale ha pubblicato due singoli numero uno in Irlanda e un album, ha rappresentato la sua nazione all'Eurovision Song Contest 2017, senza però accedere alla finale.

## Carriera
Nel 2014 Brendan Murray è entrato a far parte della boyband HomeTown, creata da Louis Walsh. A novembre 2015 gli HomeTown hanno pubblicato un album eponimo, arrivato quarto in classifica in Irlanda, dal quale sono stati estratti tre singoli (Where I Belong, Cry for Help e The Night We Met), dei quali i primi due hanno raggiunto la vetta della classifica irlandese. A dicembre 2016 è stato confermato che gli HomeTown si erano separati per un periodo indefinito.
Il 16 dicembre 2016 l'ente nazionale radiotelevisivo irlandese RTÉ ha confermato di avere selezionato internamente Brendan Murray per rappresentare l'Irlanda all'Eurovision Song Contest 2017. L'artista è stato presentato da Louis Walsh durante una puntata del Late Late Show. Si è esibito nella seconda semifinale, piazzandosi 13º con 86 punti, non riuscendo a qualificarsi per la finale.
Nel 2022 ha partecipato ad Eurosong 2022 con il brano Real Love, classificandosi al 6º ed ultimo posto con un totale di 12 punti.

## Discografia

### Con gli HomeTown
- 2015 – HomeTown

### Solista

#### Singoli
- 2017 – Dying to Try
- 2018 – Way Too Fast
- 2019 – If I'm Honest
- 2020 – Falling
- 2020 – Teardrops
- 2020 – Nothing Compares 2 U
- 2020 – Let Go
- 2020 – 500 Days
- 2020 – Wishing You Home for Christmas
- 2021 – Here to Stay
- 2022 – Deep Fake
- 2022 – Real Love